# 埃塔萊蘭德爾山

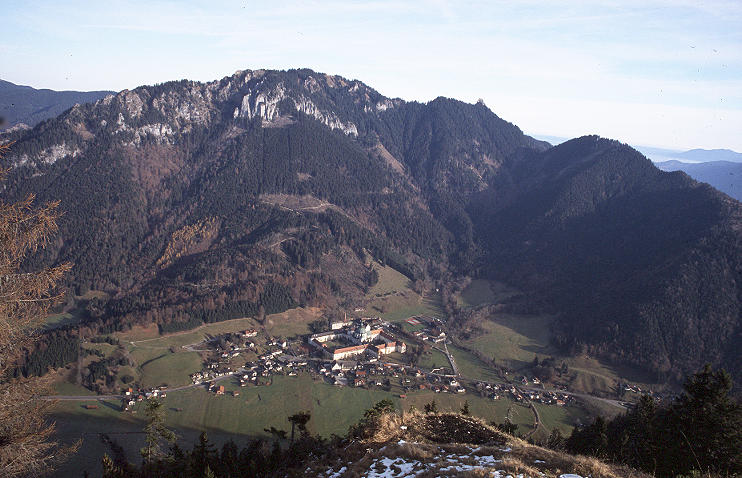

47°35′8″N 11°7′2″E / 47.58556°N 11.11722°E
埃塔萊蘭德爾山（德語：Ettaler Manndl），是德國的山峰，位於該國東南部，由巴伐利亞負責管轄，屬於阿爾高阿爾卑斯山脈的一部分，海拔高度1,633米，每年平均降雨量1,715毫米。